# Plus Life
Plus Life (anteriormente conocido como Movistar Plus) es un canal de televisión por suscripción peruano enfocado en el estilo de vida y entretenimiento, cuya programación es realizada por Media Networks y es propiedad de la filial peruana de Movistar TV.

## Historia
El canal fue lanzado en 1996 bajo el nombre de Cable Mágico Noticias, con una programación centrada en la actualidad nacional e internacional, disponible exclusivamente para los suscriptores de la cableoperadora Cable Mágico, propiedad de Telefónica del Perú. En 2001, cambió su denominación a Antena Informativa tras una asociación con el grupo español Atresmedia, adoptando una identidad gráfica similar a la de la cadena de televisión Antena 3. Durante esta etapa, el canal enfocó su contenido en noticias de España y otros aspectos relacionados con dicho país. En 2002, modificó su línea editorial hacia un formato cultural y de estilo de vida dirigido a un público de alto poder adquisitivo, enfoque que se mantiene hasta la actualidad.
En 2004, Antena Informativa fue reemplazado por Plus TV, canal que conservó el mismo enfoque temático de su predecesor. Entre sus programas destacados se encontraba ¡Oh diosas!, el cual tuvo una extensa permanencia en la parrilla televisiva. Además, se incorporaron segmentos del programa musical Jammin, que posteriormente fue trasladado a Movistar Música y en 2007 fue reconocido como el "mejor programa musical" en una votación popular realizada por el diario Perú 21.
En 2008, Plus TV amplió su cobertura y fue incluido en la grilla de Star Globalcom en Arequipa y Tacna, tras la adquisición de dicha empresa por Telefónica. En 2012, Movistar TV anunció una segmentación de la programación en cinco franjas temáticas, con contenido centrado en el estilo de vida y el entretenimiento.
El canal experimentó varias renovaciones a lo largo de los años. En abril de 2014, presenta una nueva imagen y estrena nuevos programas. En mayo de 2017, adopta el nombre de Movistar Plus junto con una actualización de su identidad visual. Posteriormente, en abril de 2019, llevó a cabo una reestructuración de su programación y modificó su eslogan. En agosto de 2024 pasa a llamarse Plus TV Life y en noviembre del mismo año acortó su denominación a Plus Life.

## Logotipos

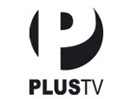
Logotipo de Plus TV desde el 1 de noviembre de 2004 hasta el 31 de marzo de 2014.
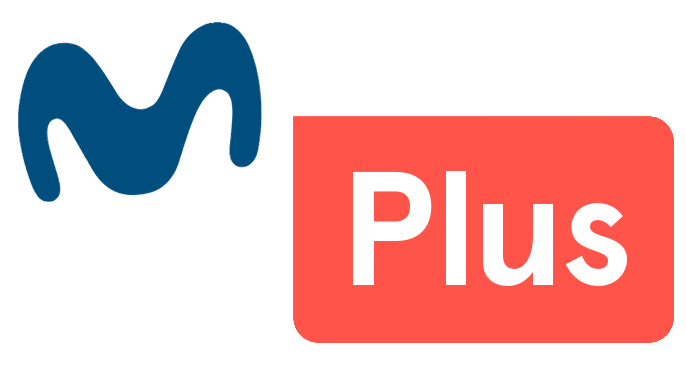
Logotipo de Movistar Plus desde el 21 de mayo de 2017 hasta el 31 de julio de 2024.
Logotipo de Plus TV Life desde el 1 de agosto de 2024 hasta noviembre del 2024.